# Liste des sites Natura 2000 du département du Rhône
Cet article recense les sites Natura 2000 de la circonscription départementale du Rhône, en France. Cette circonscription regroupe deux collectivités territoriales, le département du Rhône et la métropole de Lyon.

## Statistiques
Le territoire compte 4 sites classés Natura 2000. Tous bénéficient d'un classement comme site d'intérêt communautaire (SIC), aucun comme zone de protection spéciale (ZPS).

## Liste
| Site                                                                 | Type | Superficie (ha) | Fiche     | Coordonnées                      | Photo |
| -------------------------------------------------------------------- | ---- | --------------- | --------- | -------------------------------- | ----- |
| Gite à chauves-souris des mines de Vallossières                      | SIC  | +0002,          | FR8201791 | 46° 04′ 39″ nord, 4° 32′ 18″ est |       |
| Milieux alluviaux et aquatiques du Rhône, de Jons à Anthon           | SIC  | +0384,          | FR8201638 | 45° 49′ 15″ nord, 5° 04′ 39″ est |       |
| Pelouses, milieux alluviaux et aquatiques de l'île de Miribel-Jonage | SIC  | +2 849,         | FR8201785 | 45° 48′ 12″ nord, 4° 58′ 53″ est |       |
| Prairies humides et forêts alluviales du Val de Saône aval           | SIC  | +1 043,         | FR8202006 | 46° 04′ 27″ nord, 4° 45′ 08″ est |       |